# Чайка Одуэна

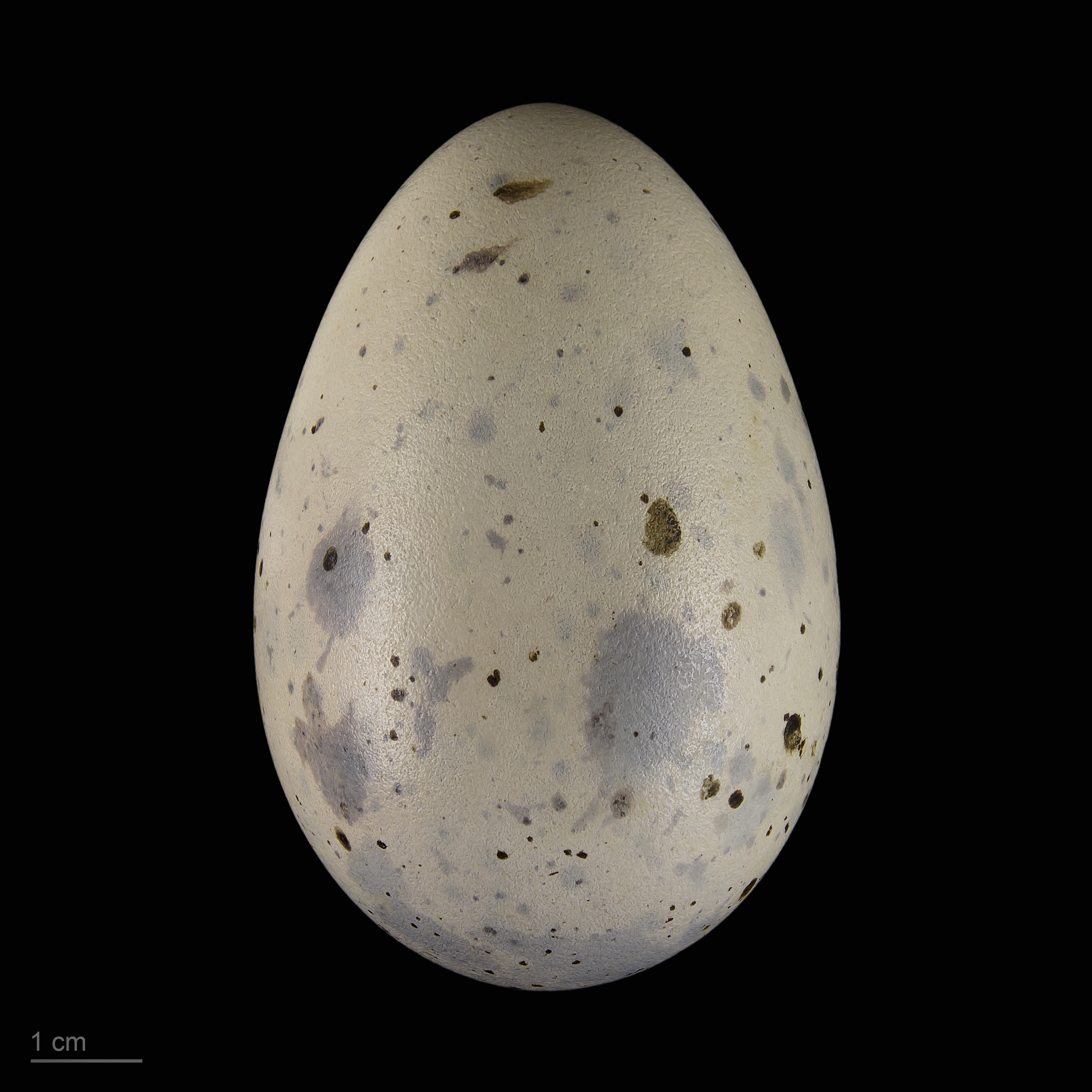
яйцо Ichthyaetus audouinii - Тулузский музей

Чайка Одуэна (лат. Ichthyaetus audouinii) — вид птиц из рода Ichthyaetus семейства чайковых (Laridae). Видовое название дано в честь французского натуралиста Жана-Виктора Одуэна (1797—1841).

## Описание
Длина тела 49—51 см. Размах крыльев 1,15—1,40 м. Масса 500—600 г.
Чайки Одуэна были редкими птицами насколько можно судить, их численность всегда была низкой, а область распространения ограничена несколькими средиземноморскими архипелагами. Они обитают в Греции, на Кипре, в Испании, Алжире, в Италии и на Корсике, где в 1950 году насчитывалось 63 пары птиц, а в 1974 — только две. Наиболее крупная колония располагается на островах Чафаринас возле устья Мулуи, реки на северо-востоке Марокко. Там находится две трети всей популяции вида. Общее количество чаек Одуэна в 1982 году оценивалось в 3000—3500 пар. В 2015 году только в Европе численность оценивалась в 64—67 тысяч особей. После периода производства потомства эти чайки перелетают к атлантическим берегам Африки, и некоторые достигают даже Сенегала.
Очень легко потревожить колонию чаек Одуэна: когда несколько прогулочных лодок причаливают к острову и туристы высаживаются на берег, птицы, насиживающие яйца, обращаются в бегство. Если погода жаркая, яйца вскоре погибают под обжигающими лучами солнца. Если птенцы уже появились на свет, их могут затоптать испуганные взрослые птицы. На некоторых островах до сих пор люди собирают яйца и птенцов чаек и употребляют в пищу. Кроме того, козы и овцы, поедая всю скудную растительность, уничтожают естественные убежища, где чайки сооружают свои гнезда. Кроме того, и люди, которые действительно интересуются птицами, — фотографы, наблюдатели — не проявляют достаточной заботы об их спокойствии. 
Другие европейские чайки всеядны, а чайки Одуэна питаются преимущественно рыбой. Большая часть их жертв имеют длину 7 —15 см. Это сардины, анчоусы, морские иглы. Когда на море волнение, чайки Одуэна охотятся на мелких перелетных птиц семейства воробьиных, насекомых, ящериц и даже мелких грызунов.
Чайки Одуэна строят очень простое гнездо, представляющее собой лишь углубление в куче сухих веточек. В мае самка откладывает в него 2 или 3 яйца (средние размеры — 64×45 мм), которые насиживают 28 дней оба родителя. Птенцы покрыты рыжевато-серым пухом с черными и коричневыми пятнами. Гнездо они покидают через 35—40 дней.